# Emily Meade
Emily Meade (Nueva York, 10 de enero de 1989) es una actriz de cine y televisión estadounidense.

## Biografía
En 1997, a la edad de siete años, cantó "Up, Over, Through and Under" (Sottosopra) en el concurso de canciones italianas Zecchino d'Oro. La canción ganó el premio Zecchino d'Argento a la mejor canción no italiana.
Luego protagonizó My Soul to Take, dirigida por Wes Craven, coprotagonizada por Max Thieriot y Nick Lashaway. Protagonizó el lanzamiento de 2010, Doce, como una adolescente adicta a las drogas. Meade apareció en el drama independiente Bluebird, en 2013. Tuvo un papel secundario en la primera temporada del drama de HBO The Leftovers. En 2016, interpretó a Sydney en la película Nerve, protagonizada por Dave Franco y Emma Roberts. Recibió un considerable reconocimiento de la crítica por su interpretación de la prostituta y estrella del porno Lori Madison en The Deuce de HBO, y el creador David Simon describió su actuación como "una de las lo mejor que he tenido en un programa".

## Filmografía

### Cine
- Nerve (2016)
- Money Monster (2016)
- That Awkward Moment (2014)
- Gimme Shelter (2013)
- Bluebird (2013)
- Thanks for Sharing (2012)
- Sleepwalk with Me (2012)
- Sin Bin (2011)
- Young Adult (2011)
- Trespass (2011)
- Silver Tongues (2010)
- My Soul to Take (2010)
- Burning Palms (2010)
- Twelve (2010)
- I Will Follow You Into the Dark (2010)
- Back (2009)
- Assassination of a High School President (2008)
- The House Is Burning (2006)

### Televisión
- The Deuce (2017)
- The Leftovers (2014)
- Law & Order: Special Victims Unit (un episodio) (2011) Corinne Stafford
- Fringe (un episodio) (2011) Ella Dunham
- Boardwalk Empire (2 episodios) (2010) Pearl
- Law & Order (un episodio) (2010) Amanda Evans/Bonnie Jones
- Law & Order: Special Victims Unit (un episodio) (2008) Anna
- Broad City (episodio 1) (2009)